# Grand Prix Stanów Zjednoczonych 1976
Grand Prix Stanów Zjednoczonych 1976 (oryg. United States Grand Prix) – 15. runda Mistrzostw Świata Formuły 1 w sezonie 1976, która odbyła się 10 października 1976, po raz 16. na torze Watkins Glen.
Było to 19. Grand Prix Stanów Zjednoczonych i jednocześnie 18. zaliczane do Mistrzostw Świata Formuły 1.